# بيتر غيليسبي
بيتر غيليسبي (11 مايو 1974 في المملكة المتحدة - ) (بالإنجليزية: Peter Gillespie)‏ هو لاعب كريكت بريطاني. شارك في دورة ألعاب الكومنولث 1998. وشارك مع منتخب أيرلندا للكريكت.